# V830 Геркулеса
V830 Геркулеса (лат. V830 Herculis) — двойная звезда в созвездии Геркулеса на расстоянии приблизительно 1543 световых лет (около 473 парсек) от Солнца. Видимая звёздная величина звезды — от +9,33m до +9,2m.

## Характеристики
Первый компонент — жёлто-белая пульсирующая переменная звезда типа Дельты Щита (DSCT:) спектрального класса F2*. Масса — около 1,4 солнечной, радиус — около 4,11 солнечного, светимость — около 68 солнечных. Эффективная температура — около 6654 K.
Второй компонент — красный карлик спектрального класса M. Масса — около 176,6 юпитерианской (0,1686 солнечной). Удалён в среднем на 1,966 а.е..